# Java Media Framework
JMF (Java Media Framework) – technologia umożliwiająca wstawianie multimediów do aplikacji napisanych w Javie, oraz transmisję audio/video za pomocą protokołu RTP.